# Uncothedon
Uncothedon là một chi bướm đêm thuộc họ Sesiidae.

## Các loài
- Uncothedon nepalensis (Arita & Gorbunov, 1995)
- Uncothedon aurifera (Hampson, 1919)
- Uncothedon pentazona (Meyrick, 1918)